# 麥可·B·喬丹
麥可·巴卡里·喬丹（英語：Michael Bakari Jordan，1987年2月9日—），美國男演員、導演及製片人。較著名的是在電視劇《火線重案組》（2002年）中飾演華萊士、《我的孩子們》（2003年至2006年）中飾演雷吉·波特·蒙哥馬利、《勝利之光》（2009年至2011年）中詮釋東狄龍高中的四分衛范斯·霍華與《為人父母》（2010年至2011年）中飾演亞歷克斯一角。後來，喬丹出演了電影《超能失控》（2012年）和廣受好評的《奧斯卡的一天》（2013年）。而他也在2015年的超級英雄電影《驚奇4超人》中飾演強尼·史東／霹靂火，並也在同年的《洛基》系列外傳電影《金牌拳手》中詮釋阿波羅之子阿丹尼斯·克德。

## 早期生活
麥可·B·喬丹出生於加利福尼亞州，母親唐娜·戴維絲（Donna Davis）是在藝術學校就職，而父親麥可·A·喬丹則是在經營餐飲業。喬丹的中間名在斯瓦希里語中有著「高貴的承諾」的意思。他們家中有三個孩子，姐姐潔米拉（Jamila）的職業為製造業，弟弟哈里德（Khalid）則在霍華德大學裡作為一名足球員。喬丹在加州住了兩年，之後他們搬至紐澤西州的紐華克生活。他畢業於紐瓦克藝術高中，喬丹曾在那參加過籃球隊。他並無計劃要去參加演戲，而在當地的一間模型公司工作，他做的模型專提供給Modell's和玩具反斗城。然而，當《勝利之光》在他奧斯汀的公寓拍攝時喬丹也有參與演出。

## 職業生涯

### 早期工作（1999年至2012年）
在決定開始演員生涯之前，喬丹曾為多家公司和品牌工作，包括Modell的體育用品和Toys“R”Us。他在1999年開始了他作為演員的職業生涯，當時他短暫出現在電視連續劇《寇司比》和《黑道家族》的單劇集中。他的第一個主要電影角色出現在2001年，當時他出演了由基努·李維主演的《追夢高手》。在2002年，他扮演在HBO的《火線重案組》的第一季中小而重要的角色華萊士而獲得了更多的關注。2003年3月，他加入了《我的孩子們》的劇組演出Reggie Montgomery，取代查德威克·鮑斯曼，直到2006年6月喬丹被解除合同。喬丹的其他作品包括客串主演《CSI犯罪現場》的〈Poppin' Tags〉一集。2008年，喬丹出現在R＆B藝術家Pleasure P的音樂錄影帶《你錯了》中。2009年，他出演了客串演出在《火線警告》的〈Hot Spot〉一集中，扮演一名參加爭鬥的高中足球運動員並被當地黑幫追捕。
2009年，喬丹開始主演NBC電視劇《勝利之光》，飾演范斯·霍華。他飾演兩季，直到2011年影集結束。2010年，他在NBC節目《為人父母》中飾演亞歷克斯。BuddyTV在“2011年電視最性感男人”名單中排名第80位。喬丹在Xbox 360遊戲《戰爭機器3》中配音傑森·史特拉頓。
2012年，喬丹出現在喬治盧卡斯製作的電影《紅色尾翼》中，並在《超能失控》中飾演主角史蒂夫·蒙哥馬利，這是一部關於三個青少年男孩發展超能力的電影。他還出演了《怪醫豪斯》的最後一季的一集，扮演一個盲人病人Will Westwood。

### 突破（2013年至今）
在2013年，喬丹主演由瑞恩·庫格勒編劇並執導的真實事件《奧斯卡的一天》中的男主角奧斯卡·格蘭特（Oscar Grant）。他的表現為他贏得了讚譽; 好萊塢報導評論家托德麥卡錫寫道，“一個年輕的丹佐·華盛頓 ”，本片描述著，22歲黑人男子奧斯卡·格蘭特於2009年新年狂歡後，自舊金山返家途中於舊金山灣區捷運列車上與人發生衝突，爾後在福祿維爾車站月台被捷運警察拘留上銬時，遭到其中一名白人警察Johannes Mehserle槍殺（據其發言是誤將手槍當作泰瑟槍使用）。奧斯卡·格蘭特於送醫七小時後過世，因而引起美國社會很大的反響。
2015年，他出演了《驚奇4超人》中的「霹靂火」強尼·史東。影片被評論家普遍批評，在爛番茄持只有9％的支持率，並且票房悽慘。
但是，後來在2015年，他主演《金牌拳手》的男主角阿丹尼斯·「唐尼」·強森·克德（Adonis "Donnie" Johnson Creed），並與席維斯·史特龍合作演出，喬丹通過一年嚴格的體能訓練和嚴格的低脂飲食，為他在《金牌拳手》 的拳擊手做準備。他在拍攝期間拍攝戰鬥場景時“經常流血，擦傷，頭暈”。
2017年10月，宣布喬丹在Netflix超級英雄系列《超能迪昂》中飾演Mark Reese 。
2018年二月，喬丹主演《黑豹》的反派「齊爾蒙格」艾瑞克·史蒂文斯，這也是喬丹與導演瑞恩·庫格勒的第三次合作，喬丹在《黑豹》的表現獲得了好評，喬丹讓「齊爾蒙格」成為了漫威電影中經典迷人的反派角色。
在2018年底，喬丹與麥可·夏儂和蘇菲亞·波提拉一起出演電視電影《華氏451度》，而喬丹也將擔任執行製片人的角色，定於2018年5月19日在HBO首播。
同年，喬丹回歸演出《金牌拳手：父仇》於2018年11月21日由Metro-Goldwyn-Mayer在美國發行。這部電影得到了評論家的普遍好評，並在開幕週末首次亮相至3530萬美元（五天總計5580萬美元）。他還在Rooster Teeth的動畫系列節目《情報：鎖定》中配音Julian Chase與他的製片公司Outlier Society Productions合作製作的。

## 私生活
喬丹自2006年以來一直住在洛杉磯，自2018年起，他與父母住在自己Sherman Oaks的家中。

## 作品列表

### 電影
| 年份 | 標題                  | 角色                      | 附註         |
| ---- | --------------------- | ------------------------- | ------------ |
| 1999 | 縱橫黑白道            | 青少年#2                  |              |
| 2001 | 追夢高手              | Jamal                     |              |
| 2007 | 電梯驚魂              | C.J.                      |              |
| 2009 | 布朗牧師              | Tariq Brown               |              |
| 2012 | 紅色尾翼              | Maurice 'Bumps' Wilson    |              |
| 2012 | 超能失控              | 史蒂夫·蒙哥馬利           |              |
| 2013 | 奧斯卡的一天          | Oscar Grant               |              |
| 2013 | 正義聯盟：閃點悖論    | 維克多·史東／鋼骨         | 配音         |
| 2014 | 我們算正式交往嗎？    | Mikey                     |              |
| 2015 | 驚奇4超人             | 強尼·史東／霹靂火         |              |
| 2015 | 金牌拳手              | 阿丹尼斯·克德             |              |
| 2018 | 黑豹                  | 艾瑞克·史蒂文斯／齊爾蒙格 |              |
| 2018 | 天煞重炮              | 清潔工                    | 客串；兼監製 |
| 2018 | 金牌拳手：父仇        | 阿丹尼斯·克德             |              |
| 2019 | 不完美的正義          | 布萊恩·史蒂文森           | 兼監製       |
| 2021 | 湯姆·克蘭西之冷血悍將 | 約翰·克拉克               | 兼監製       |
| 2021 | 怪物奇兵 全新世代     | 自己                      | 客串         |
| 2021 | 來不及陪你長大        | Charles Monroe King       | 兼監製       |
| 2022 | 黑豹2：瓦干達萬歲     | 艾瑞克·史蒂文斯／齊爾蒙格 | 客串         |
| 2023 | 金牌拳手3             | 阿丹尼斯·克德             | 兼導演和監製 |
| 2025 | 罪人                  | Smoke / Stack             |              |

### 電視
| 年份      | 標題               | 角色                      | 附註                                 |
| --------- | ------------------ | ------------------------- | ------------------------------------ |
| 1999      | 黑道家族           | Rideland Kid              | 單集：〈Down Neck〉                  |
| 1999      | 寇司比             | Mike                      | 單集：〈The Vesey Method〉           |
| 2002      | 火線重案組         | 華萊士                    | 13集                                 |
| 2003–2006 | 我的孩子們         | 雷吉·波特·蒙哥馬利        | 59集                                 |
| 2006      | CSI犯罪現場        | Morris                    | 單集：〈Poppin' Tags〉               |
| 2006      | 失蹤現場           | Jesse Lewis               | 單集：〈The Calm Before〉            |
| 2007      | 鐵證懸案           | Michael Carter            | 單集：〈Wunderkind〉                 |
| 2009      | 火線警告           | Corey Jensen              | 單集：〈Hot Spot〉                   |
| 2009      | 屍骨未寒           | Perry Wilson              | 單集：〈The Plain in the Prodigy〉   |
| 2009      | 助理               | Nate Warren               | 13集                                 |
| 2009–2011 | 勝利之光           | 范斯·霍華                 | 26集                                 |
| 2010      | 法網遊龍：犯案動機 | Danny Ford                | 單集：〈Inhumane Society〉           |
| 2010      | 謊言終結者         | Key                       | 2集                                  |
| 2010–2011 | 為人父母           | 亞歷克斯                  | 16集                                 |
| 2012      | 怪醫豪斯           | Will Westwood             | 單集：〈Love is Blind〉              |
| 2014      | 鄉下人             | Pretty Boy Flizzy         | 配音；單集：〈Pretty Boy Flizzy〉    |
| 2018      | 華氏451度          | 蓋·蒙塔格                 | 電視電影；兼執行製片人               |
| 2019      | 情报：锁定         | Julian Chase              | 配音；16集；兼執行製片人             |
| 2019      | 超能男孩：萬能媽媽 | Mark Reese                | 3集；兼執行製片人                    |
| 2021      | 愛x死x機器人       | Terence                   | 配音兼動作捕捉；單集：〈Life Hutch〉 |
| 2021      | 無限可能：假如…？  | 艾瑞克·史蒂文斯／齊爾蒙格 | 配音；2集                            |
| 2022      | 美國：美麗之境     | 旁白                      | 紀錄劇集                             |

### 電子遊戲
| 年份 | 標題                  | 配音角色         | 附註           |
| ---- | --------------------- | ---------------- | -------------- |
| 2011 | 戰爭機器3             | 傑森·史特拉頓    |                |
| 2015 | 決勝時刻：黑色行動III | 他自己／新替代者 | 真人電視短預告 |
| 2016 | NBA 2K17              | Justice Young    |                |
| 2018 | 奎迪：走向榮耀        | 阿丹尼斯·克德    |                |

## 獎項和提名
| 年份 | 獎項                   | 類別                                                | 項目              | 結果 |
| ---- | ---------------------- | --------------------------------------------------- | ----------------- | ---- |
| 2005 | 肥皂劇文摘獎           | 最喜愛青少年                                        | 我的孩子們        | 提名 |
| 2005 | 有色人種促進協會形象獎 | 白天劇集傑出男演員                                  | 我的孩子們        | 提名 |
| 2006 | 有色人種促進協會形象獎 | 白天劇集傑出男演員                                  | 我的孩子們        | 提名 |
| 2007 | 有色人種促進協會形象獎 | 白天劇集傑出男演員                                  | 我的孩子們        | 提名 |
| 2008 | 有色人種促進協會形象獎 | 傑出出道作者文學作品                                | "Homeroom Heroes" | 提名 |
| 2011 | EWwy獎                 | 最佳戲劇男配角                                      | 勝利之光          | 提名 |
| 2013 | 底特律影評人協會       | 最佳突破性演出                                      | 奧斯卡的一天      | 提名 |
| 2013 | 好萊塢電影獎           | 好萊塢聚光燈獎                                      | 奧斯卡的一天      | 獲獎 |
| 2013 | 哥譚獨立電影獎         | 突破性男演員                                        | 奧斯卡的一天      | 獲獎 |
| 2013 | 國家評論協會           | 突破性男演員                                        | 奧斯卡的一天      | 獲獎 |
| 2013 | 鳳凰城影評人協會       | 攝影機前突破演出                                    | 奧斯卡的一天      | 提名 |
| 2013 | 衛星獎                 | 突破演出獎                                          | 奧斯卡的一天      | 獲獎 |
| 2013 | 聖巴巴拉國際電影節     | 大師獎                                              | 奧斯卡的一天      | 獲獎 |
| 2013 | 聖路易斯影評人協會     | 最佳男主角                                          | 奧斯卡的一天      | 提名 |
| 2014 | 獨立精神獎             | 最佳男主角                                          | 奧斯卡的一天      | 提名 |
| 2014 | 黑色膠卷獎             | 最佳男主角                                          | 奧斯卡的一天      | 提名 |
| 2014 | 有色人種促進協會形象獎 | 最佳電影男主角                                      | 奧斯卡的一天      | 提名 |
| 2015 | 在線影評人協會         | 最佳男主角                                          | 金牌拳手          | 提名 |
| 2015 | 波士頓在線影評人協會   | 最佳男主角                                          | 金牌拳手          | 獲獎 |
| 2015 | 有色人種促進協會形象獎 | 傑出電影男主角                                      | 金牌拳手          | 獲獎 |
| 2015 | 國家影評人協會         | 最佳男主角                                          | 金牌拳手          | 獲獎 |
| 2016 | 金酸莓獎               | 最差搭檔（與麥爾斯·泰勒、凱特·瑪拉和傑米·貝爾共享） | 驚奇4超人         | 獲獎 |
| 2016 | MTV電影大獎            | 最佳男演員                                          | 金牌拳手          | 提名 |
| 2016 | 青少年票選獎           | 電影票選獎：劇情片男演員                            | 金牌拳手          | 提名 |

## 外部連結
- 麥可·B·喬丹在互联网电影资料库（IMDb）上的資料（英文）
- 麥可·B·喬丹的X（前Twitter）
- 麥可·B·喬丹的Facebook專頁